# Radziłów (village)
Pour les articles homonymes, voir Radziłów.
Radziłów est un village polonais de la voïvodie de Podlachie et du powiat de Grajewo. Il est le siège de la gmina de Radziłów et comptait 1 400 habitants en 2006.

## Histoire
Le 7 juillet 1941, 800 juifs furent assassinés dans la ville par les habitants. D'après une enquête de l'Instytut Pamięci Narodowej, 500 de ces juifs furent enfermés dans une ferme à laquelle on mis le feu. Une stèle commémorant cet évènement est visible dans la commune.